# Jakub Menšík
Jakub Menšík (* 1. září 2005 Prostějov) je český profesionální tenista. Ve své dosavadní kariéře na okruhu ATP Tour vyhrál jeden singlový turnaj, když ovládl Miami Open 2025 v sérii Masters. Na challengerech ATP a okruhu ITF získal šest titulů ve dvouhře a jednu trofej ve čtyřhře.
Na žebříčku ATP byl ve dvouhře nejvýše klasifikován v srpnu 2025 na 16. místě a ve čtyřhře v témže datu  na 271. místě. Trénuje ho Tomáš Josefus.
Na juniorském grandslamu prohrál finále Australian Open 2022 s americkou světovou trojkou Brunem Kuzuharou v třísetové bitvě trvající 3:43 hodiny. Utkání dohrál vyčerpaný se silnými křečemi. Na juniorském kombinovaném žebříčku ITF nejvýše figuroval v dubnu 2022, kdy mu patřila 2. příčka.
V českém daviscupovém týmu debutoval v roce 2023 valencijskou základní skupinou finále proti Španělsku. V duelu vyhrál s Pavláskem čtyřhru nad Davidovichem Fokinou a Granollersem. Češi zvítězili 3:0 na zápasy. Do září 2025 v soutěži nastoupil k osmi mezistátním utkáním s bilancí 3–1 ve dvouhře a 3–3 ve čtyřhře.
Česko reprezentoval na Letních olympijských hrách 2024 v Paříži, kde ve druhém kole dvouhry podlehl Američanu Tommymu Paulovi.
V roce 2024 jej ATP vyhlásila Nováčkem roku.

## Soukromý život
V roce 2024 maturoval na Gymnáziu Jiřího Wolkera v Prostějově, na kterém absolvoval obor se sportovní přípravou.

## Tenisová kariéra

### 2021–2022: Vstup na profesionální okruhy ITF a ATP
V rámci okruhu ITF debutoval v srpnu 2021, když na turnaji v rodném Prostějově dotovaném 25 tisíci dolary obdržel divokou kartu. V úvodním kole podlehl Američanu ze sedmé světové stovky Tobymu Kodatovi, polovičnímu bratru Vaidišové.
Na okruhu ATP Tour si poprvé zahrál v šestnácti letech na dubnovém Serbia Open 2022 v Bělehradu, kde obdržel divoké karty do singlové kvalifikace a čtyřhry. V kvalifikaci jej vyřadil stý třicátý osmý hráč žebříčku Liam Broady. Do deblu nastoupil se Srbem Hamadem Medjedovićem, ale časnou porážku jim přivodili druzí nasazení Italové Simone Bolelli s Fogninim.

### 2023: První challengerový titul, grandslamový debut a postavení v Top 200

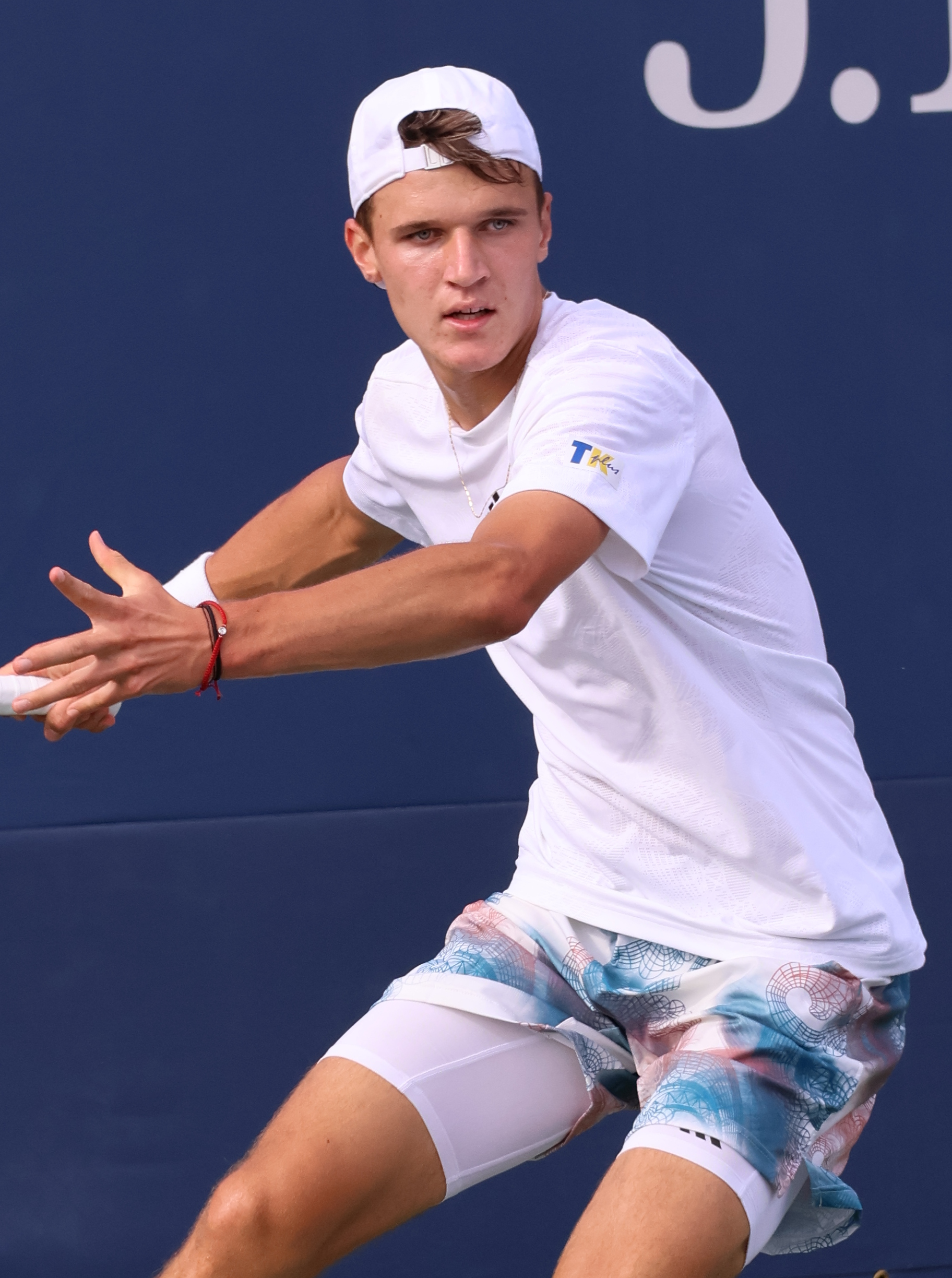
V kvalifikaci US Open 2023

První challengerovou trofej si odvezl z květnového Sparta Prague Open, hraného na dvorcích pražské Sparty ve Stromovce. Do turnaje s rozpočtem 75 tisíc dolarů vstoupil jako 333. tenista pořadí na divokou kartu. V úvodu vyřadil nejvýše nasazeného, stého dvanáctého muže klasifikace Radua Albota z Moldavska. Ve čtvrtfinále odvrátil dva mečboly australskému kvalifikantu Akirovi Santillanovi a o postupu rozhodl až v tiebreaku závěrečné sady. Ve finále pak zdolal šestého nasazeného, o dvanáct let staršího Němce Dominika Koepfera z poloviny druhé stovky žebříčku. V sedmnácti letech se stal historicky nejmladším českým vítězem challengeru od vzniku okruhu v roce 1978. O dva měsíce tak překonal věkový rekord svého tenisového vzoru Tomáše Berdycha, jenž poprvé triumfoval také v 17 letech na červencovém challengeru v Budaörsu 2003. V červenci 2023 premiérově pronikl do první dvoustovky žebříčku ATP jako její nejmladší člen a v závěru měsíce mu patřilo 187. místo.
Na grandslamu debutoval dvouhrou US Open poté, co prošel svou první grandslamovou kvalifikací. V jejím úvodu otočil duel se zkušeným 36letým Fabiem Fogninim z osmé světové desítky. Následně porazil Švýcara Leandra Riediho i krajana Zdeňka Koláře. Z pozice druhého nejmladšího hráče newyorské dvouhry přehrál v prvním kole o dvanáct let starší světovou devětapadesátku Grégoira Barrèreho z Francie. Ve druhém kole zdolal dalšího zástupce francouzského tenisu, kvalifikanta Titouana Drogueta z druhé světové stovky. Stal se tak nejmladším hráčem ve třetím kole Flushing Meadows od roku 1990. V den 18. narozenin jej však deklasoval devátý muž pořadí Taylor Fritz, na kterého uhrál jen tři gamy. Do třetího kola grandslamu postoupil jako nejmladší tenista od Nadala na Australian Open 2004. Po skončení se posunul na nové žebříčkové maximum, 151. příčku.

### 2024: Finalista dvouhry ATP Tour, výhry nad členy světové desítky, debut na Mastersu a průnik do Top 50
První výhru v hlavní soutěži okruhu ATP, a zároveň debutové vítězství nad členem první světové padesátky, získal na Qatar ExxonMobil Open, kde na úvod porazil Španěla Alejandra Davidoviche Fokinu, jemuž patřila dvacátá čtvrtá příčka. Poté si po třech tiebreacích a více než třech hodinách poradil s grandslamovým šampionem Andym Murraym, v nejdelším zápase historie Qatar Open. Ve čtvrtfinále poprvé v kariéře přehrál hráče z první světové desítky, pátého v pořadí Andreje Rubljova. Jako nejmladší tenista z top 200 si tím zajistil debutový průlom do elitní světové stovky. Do turnaje přitom vstupoval jako 116. hráč světa pouze díky programu Next Gen Accelerator umožňujícímu start hráčů mladších 20 let, umístěných do 250. místa. Ani v semifinále jej po třísetovém průběhu nezastavil historicky nejstarší semifinalista katarské události, 37letý Francouz Gaël Monfils, ze sedmé světové desítky. Již při třetí účasti ve dvouhře okruhu ATP – a první mimo grandslam – postoupil do finále, čímž se v 18 letech stal nejmladším finalistou Qatar Open i nejmladším českým finalistou na túře ATP. V rámci okruhu byl pak prvním finalistou narozeným v roce 2005 i nejmladším od Alcaraze na Umag Open 2021. V souboji o titul však podlehl světové sedmnáctce, 27letému Karenu Chačanovovi, ve dvou sadách. V tiebreaku té úvodní nevyžil čtyři setboly a soupeř zkrácenou hru získal až poměrem míčů 14–12. Po skončení se posunul na 87. místo žebříčku.
Na úvodním Mastersu sezóny, BNP Paribas Open v Indian Wells, porazil čínského teenagera Šanga Ťün-čchenga, než jej zastavil šestnáctý hráč klasifikace Ben Shelton. Po skončení debutoval v první světové sedmdesátce, kterou ve vydání žebříčku z 18. března 2024 uzavíral. Druhou výhru nad příslušníkem Top 10 dosáhl ve druhém kole Mutua Madrid Open, kde jej nezastavil desátý muž pořadí Grigor Dimitrov. O postupu na svém prvním antukovém turnaji okruhu ATP rozhodl v závěru rozhodující sady, když
od stavu her 3–3 získal poslední tři gamy. Po ztrátě úvodní sady třetího kola s členem čtvrté světové desítky Félixem Augerem-Aliassimem, Kanaďanovi skrečoval kvůli zranění. Následovala časná vyřazení na římském Internazionali BNL d'Italia, rosmalenském Libéma Open a Halle Open, než sérii proher přerušil na travnatém Mallorca Championships. Postup do druhého kariérního čtvrtfinále znamenal debutové výhry na trávě. Na mallorském turnaji porazil Christophera Eubanksem a Fabia Fogniniho. Poté však nenašel recept na pozdějšího chilského šampiona Alejandra Tabila z třetí desítky klasifikace. Při debutovém vystoupení v All England Clubu, londýnském Wimbledonu, ztratil vedení sad 2–0 proti světové třiadvacítce Alexandru Bublikovi. Ztráta dalších tří setů znamenala vyřazení. Poprvé na grandslamu však díky žebříčkovému postavení nemusel hrát kvalifikaci.
Do druhého semifinále v rámci túry ATP se probojoval na antukovém Croatia Open Umag. V chorvatském přímořském letovisku startoval jako 81. muž klasifikace. Do červencové soutěže vstoupil výhrou nad australským obhájcem titulu Alexeiem Popyrinem z konce světové padesátky. O sety jej nepřipravili ani pátý nasazený Ital Luciano Darderi a Tchajwanec Ceng Čchun-sin. Mezi poslední čtveřicí hráčů podlehl italské světové sedmnáctce Lorenzu Musettimu. V následném vydání žebříčku z 29. července 2024 se vrátil na osobní maximum, 65. místo. V areálu Rolanda Garrose se zúčastnil pařížské olympiády. Po vítězství nad Kazachstáncem Alexandrem Ševčenkem mu ve druhé fázi stopku vystavil třináctý tenista světa Tommy Paul ze Spojených států. Vyčerpaný z vysokých teplot vzduchu po prohře zkritizoval pořadatele za nedostatečnou přípravu areálu v otázce klimatizace. Na US Open obhájil účast ve třetím kole. Do newyorského grandslamu vstoupil třetí kariérní výhrou nad členem Top 20, devatenáctým v pořadí Félixem Augerem-Aliassimem. O postupu z pětisetové bitvy proti Tristanu Schoolkatovi rozhodl až v závěrečném 10bodovém supertiebreaku. V průběhu zápasu trvajícího 4:14 hodiny prohrával již 0–2 na sety a ve čtvrtém z nich odvrátil australskému kvalifikantovi dva mečboly. Druhý pětisetový zápas v řadě však nezvládl, když jej zdolala světová čtyřiatřicítka Nuno Borges, přestože Portugalec prohrával 1–2 na sety.
Podzimní asijskou túru rozehrál zářijovým China Open z kategorie ATP 500. V hlavní soutěži silně obsazeného turnaje, se představil po vyřazení Francouzů Gastona i Rinderkneche v kvalifikaci. Časnou dvousetovou porážku v pekingské dvouhře utržil od Argentince Francisca Cerúndola z počátku čtvrté desítky žebříčku. O týden později debutoval v 19 letech na Rolex Shanghai Masters, kde se poprvé probojoval do čtvrtfinále události v sérii Masters. Všechny zápasy odehrál na tři sety. V komplexu šanghajského stadionu Čchi-čung si připsal dvě výhry nad hráči z první světové desítky a postupně vyřadil Pedra Martíneze, šestého v pořadí Andreje Rubljova, Alexandra Ševčenka a světovou desítku Grigora Dimitrova. Proti Bulharovi ovládl již čtvrtý duel s členem Top 10 v řadě. Ve čtvrtfinále Shanghai Masters se objevil v 19 letech, 1 měsíci a 10 dnech jako vůbec nejmladší hráč v této fázi šanghajského turnaje. Mezi poslední osmičkou nestačil na světovou čtyřku Novaka Djokoviće, přestože v prvním vzájemném klání získal úvodní set v tiebreaku. Ve zbylých dvou sadách již favorizovaný Srb na servisu nenabídl českému teenagerovi žádný brejkbol. V následném vydání žebříčku se Menšík stal poprvé příslušníkem Top 60, když se 14. října 2024 posunul o čtrnáct příček výše na 51. místo. Na říjnovém Erste Bank Open ve Vídni postoupil do hlavní soutěže z kvalifikace. Následně vyřadil světovou pětadvacítku Alexeie Popyrina a Srba Miomira Kecmanoviće, než jej ve čtvrtfinále zastavil desátý muž žebříčku Alex de Minaur, ačkoli získal úvodní sadu. Na vítězné údery Australana přestřílel 47:16, ale dopustil se stejného množství nevynucených chyb. Sezónu uzavřel skrečí ve druhé fázi kvalifikace Paris Masters proti Corentinu Moutetovi poté, co ztratil první set. Jako nejmladší člen první světové stovky se kvalifikoval na prosincové Next Generation ATP Finals do Džiddy, pro osm nejlepších hráčů sezóny do 20 let. Ve skupině však prohrál všechny tři dvouhry.

### 2025: První titul ATP na Mastersu a nejmladší Čech ve světové dvacítce
Sezónu otevřel z pozice čtyřicátého osmého muže klasifikace na lednovém Brisbane International. Ve čtvrtfinále nezvládl vyrovnané koncovky obou setů s Francouzem Giovannim Mpetshim Perricardem. V téže fázi skončil i na navazujícím ASB Classic v Aucklandu. Ve druhé fázi přehrál světovou jednadvacítku Bena Sheltona po proměnění šestého mečbolu. Stopku mu však vystavil sedmý nasazený Porugalec Nuno Borges, jenž o postupu rozhodl až v tiebreaku třetí sady. Po čtyřestových výhrách nad gruzínským kvalifikantem Nikolozem Basilašvilim a světovou šestkou Casperem Ruudem, postoupil poprvé do třetího kola Australian Open. V něm však ztratil vedení 2–0 na sety, a v nevyužil dva mečboly, s Alejandrem  Davidovichem Fokinou ze sedmé desítky žebříčku. Výhrou nad Alexandrem Bublikem rozehrál únorový ABN AMRO Open v Rotterdamu. Ve druhém zápase však nenašel recept na osmého muže žebříčku a obhájce titulu Alexe de Minaura, jemuž podlehl i podruhé v kariéře. Časnou třísetovou porážku mu v prvním vzájemném klání na acapulském Abierto Mexicano Telcel uštědřil pozdější vítěz Tomáš Macháč.
Druhé fáze na BNP Paribas Open v Indian Wells dosáhl výhrou nad Argentincem Tomásem Martínem Etcheverrym z konce první padesátky. Přestože ve druhém kole získal s členem třetí světové desítky Karenem Chačanovem úvodní sadu, ve zbylém průběhu si připsal jen tři gamy a soutěž opustil. V dějišti Miami Open měl v úmyslu se odhlásit pro bolest v koleně. Argentinský fyzioterapeut Alejandro Resnicoff jej však napravil a umožnil mu vyhrát první kariérní titul na okruhu ATP Tour. První ze dvou setů na turnaji ztratil na úvod se světovou padesátkou Robertem Bautistou Agutem. V soutěži vyhrál všech sedm tiebreaků, k nimž nastoupil. První dva získal proti sedmému tenistovi světa a čerstvému šampionu z Indian Wells Jacku Draperovi. Přes Romana Safiullina prošel do čtvrtého kola, z něhož odstoupil jeho soupeř Macháč kvůli nespecifikovaným zdravotním potížím. Ve čtvrtfinále porazil francouzskou jedničku Arthura Filse a nezastavila ho ani světová čtyřka Taylor Fritz. O postupu do druhého kariérního finále rozhodl až ve zkrácené třetí sady. Američanovi přitom v celém utkání neprolomil ani jednou servis. Ve finále zdolal svůj tenisový vzor, srbskou světovou pětku Novaka Djokoviće, po zvládnutí obou tiebreaků a srovnal poměr vzájemných duelů na 1–1. Na Miami Masters se v 19 letech a 210 dnech stal druhým nejmladším vítězem po Alcarazovi z roku 2022 a jako 54. hráč žebříčku vůbec nejníže postaveným šampionem.  Představoval rovněž čtvrtého hráče, který získal debutovou trofej na Mastersech. Mezi Čechy byl čtvrtým vítězem Mastersu, a prvním od Berdycha v Paříži 2005. Miamskou dvouhru ovládl jako první již při své debutové účasti. Ve 21. století se po Alcarazovi v Madridu 2022 stal druhým tenistou mladším 20 let, který na jediném turnaji porazil více členů z první světové pětky. Po skončení debutoval v Top 40, na 24. místě žebříčku, což z něj poprvé učinilo českou dvojku. Na turnaji se opíral o silné podání, když celkově nastřílel nejvyšší počet 111 es (18,5 na zápas). Po skončení vedl sezónní statistiku okruhu s 302 esy.
Evropskou antukovou sezónu otevřel porážkou na mnichovském BMW Open s Němcem Yannickem Hanfmannem z druhé stovky žebříčku, jenž přerušil sérii čtyř proher. Ve třetím kole Madrid Open přehrál světovou třináctku Bena Sheltona a nezastavil ho ani Kazachstánec Bublik. Ve třetím kariérním čtvrtfinále Mastersu však podlehl o dvě místa výše postavenému Argentinci, jednadvacátému v pořadí Franciscu Cerúndolovi, přestože získal úvodní sadu. Přes Fábiána Marozsána prošel do osmifinále navazujícího Internazionali BNL d'Italia, v němž nestačil na třicátého prvního tenistu světa Huberta Hurkacze. V třísetové bitvě přerušené deštěm ztratil oba tiebreaky, včetně toho rozhodujícího v závěrečném dějství. Po skončení, 19. května 2025, debutoval v elitní světové dvacítce žebříčku, na 19. místě. V 19 letech a 8 měsících v ní figuroval jako historicky nejmladší Čech, když o měsíc překonal věkový rekord Ivana Lendla. Poprvé se také stal českou jedničkou, přeskočením Macháče.

## Finále na okruhu ATP Tour
| Legenda                       |
| ----------------------------- |
| D – dvouhra; Č – čtyřhra      |
| Grand Slam (0)                |
| Turnaj mistrů (0)             |
| ATP Tour Masters 1000 (1–0 D) |
| ATP Tour 500 (0)              |
| ATP Tour 250 (0–1 D; 0–1 Č)   |

| Finále podle povrchu |
| -------------------- |
| tvrdý (1–1 D; 0–1 Č) |
| antuka (0)           |
| tráva (0)            |

| Finále podle místa   |
| -------------------- |
| venku (1–1 D; 0–1 Č) |
| hala (0)             |

### Dvouhra: 2 (1–1)
| Stav      | č. | datum           | turnaj               | kategorie | povrch | soupeř ve finále | výsledek           |
| --------- | -- | --------------- | -------------------- | --------- | ------ | ---------------- | ------------------ |
| Finalista | 1. | 24. února 2024  | Dauhá, Katar         | ATP 250   | tvrdý  | Karen Chačanov   | 6–7(12–14), 4–6    |
| Vítěz     | 1. | 30. března 2025 | Miami, Spojené státy | ATP 1000  | tvrdý  | Novak Djoković   | 7–6(7–4), 7–6(7–4) |

### Čtyřhra: 1 (0–1)
| Stav      | č. | datum         | turnaj              | kategorie | povrch | spoluhráč    | soupeři ve finále           | výsledek              |
| --------- | -- | ------------- | ------------------- | --------- | ------ | ------------ | --------------------------- | --------------------- |
| Finalista | 1. | 5. ledna 2025 | Brisbane, Austrálie | ATP 250   | tvrdý  | Jiří Lehečka | Julian Cash Lloyd Glasspool | 3–6, 7–6(7–2), [6–10] |

## Finále na challengerech ATP a okruhu ITF
| Legenda                    |
| -------------------------- |
| D – dvouhra; Č – čtyřhra   |
| Challengery (1–1 D; 0–0 Č) |
| ITF (5–0 D; 1–0 Č)         |

### Dvouhra: 7 (6–1)
| Stav      | č. | datum         | turnaj                | okruh             | povrch    | soupeř ve finále    | výsledek      |
| --------- | -- | ------------- | --------------------- | ----------------- | --------- | ------------------- | ------------- |
| Vítěz     | 1. | září 2022     | Allershausen, Německo | World Tennis Tour | antuka    | Peter Heller        | 7–5, 3–6, 6–1 |
| Vítěz     | 2. | listopad 2022 | Heráklion, Řecko      | World Tennis Tour | tvrdý     | Oleksandr Ovčarenko | 6–4, 7–6(7–4) |
| Vítěz     | 3. | listopad 2022 | Šarm aš-Šajch, Egypt  | World Tennis Tour | tvrdý     | Saba Purceladze     | 6–4, 6–2      |
| Vítěz     | 4. | prosinec 2022 | Šarm aš-Šajch, Egypt  | World Tennis Tour | tvrdý     | Robert Strombachs   | 6–4, 6–0      |
| Vítěz     | 5. | duben 2023    | Trnava, Slovensko     | World Tennis Tour | tvrdý (h) | Karl Friberg        | 7–6(8–6), 6–3 |
| Vítěz     | 6. | květen 2023   | Praha, Česko          | Challenger        | antuka    | Dominik Koepfer     | 6–4, 6–3      |
| Finalista | 1. | leden 2024    | Canberra, Austrálie   | Challenger        | tvrdý     | Dominik Koepfer     | 3–6, 2–6      |

### Čtyřhra: 1 (1–0)
| Stav  | č. | datum       | turnaj        | okruh             | povrch | spoluhráč        | soupeři ve finále             | výsledek      |
| ----- | -- | ----------- | ------------- | ----------------- | ------ | ---------------- | ----------------------------- | ------------- |
| Vítěz | 1. | červen 2022 | Bytom, Polsko | World Tennis Tour | antuka | Olaf Pieczkowski | Matthew Romios Brandon Walkin | 7–6(7–3), 7–5 |

## Finále na juniorském Grand Slamu

### Dvouhra juniorů: 1 (0–1)
| Stav      | rok  | turnaj          | povrch | soupeř ve finále | výsledek                |
| --------- | ---- | --------------- | ------ | ---------------- | ----------------------- |
| Finalista | 2022 | Australian Open | tvrdý  | Bruno Kuzuhara   | 6–7(4–7), 7–6(8–6), 5–7 |

## Chronologie výsledků na Grand Slamu

### Dvouhra
| Turnaj          | 2023    | 2024    | 2025    | SR    | V–P  |
| --------------- | ------- | ------- | ------- | ----- | ---- |
| Australian Open | A       | 2. kolo | 3. kolo | 0 / 2 | 3–2  |
| French Open     | A       | A       | 2. kolo | 0 / 1 | 1–1  |
| Wimbledon       | A       | 1. kolo | 3. kolo | 0 / 2 | 2–2  |
| US Open         | 3. kolo | 3. kolo |         | 0 / 2 | 4–2  |
| výhry–prohry    | 2–1     | 3–3     | 5–3     | 0 / 7 | 10–7 |

| Legenda | Legenda                                   | Legenda | Legenda                     |
| ------- | ----------------------------------------- | ------- | --------------------------- |
| SR      | poměr vyhraných turnajů ku všem odehraným | W–L V–P | výhry–prohry                |
| NH      | daný rok se turnaj nekonal                | A       | turnaje se hráč nezúčastnil |
| 1Q / LQ | prohra v (kole) kvalifikace               | 1k / 1R | prohra v daném kole turnaje |
| QF / ČF | prohra ve čtvrtfinále                     | SF      | prohra v semifinále         |
| F       | prohra ve finále                          | Vítěz   | vítězství v turnaji         |

## Vítězství nad hráči Top 10
Přehled
| Sezóna    | 2024 | 2025 | Celkem |
| --------- | ---- | ---- | ------ |
| Vítězství | 4    | 4    | 8      |

Vítězství
| Č.          | hráč top 10     | ATP | turnaj                                | povrch | fáze        | skóre                   | JM   |
| ----------- | --------------- | --- | ------------------------------------- | ------ | ----------- | ----------------------- | ---- |
| Sezóna 2024 |                 |     |                                       |        |             |                         |      |
| 1.          | Andrej Rubljov  | 5.  | Dauhá, Katar                          | tvrdý  | čtvrtfinále | 6–4, 7–6(8–6)           | 116. |
| 2.          | Grigor Dimitrov | 10. | Madrid, Španělsko                     | antuka | 2. kolo     | 6–2, 6–7(4–7), 6–3      | 74.  |
| 3.          | Andrej Rubljov  | 6.  | Šanghaj, Čína                         | tvrdý  | 2. kolo     | 6–7(7–9), 6–4, 6–3      | 65.  |
| 4.          | Grigor Dimitrov | 10. | Šanghaj, Čína                         | tvrdý  | 4. kolo     | 6–3, 3–6, 6–4           | 65.  |
| Sezóna 2025 |                 |     |                                       |        |             |                         |      |
| 5.          | Casper Ruud     | 6.  | Australian Open, Melbourne, Austrálie | tvrdý  | 2. kolo     | 6–2, 3–6, 6–1, 6–4      | 48.  |
| 6.          | Jack Draper     | 7.  | Miami, Spojené státy                  | tvrdý  | 2. kolo     | 7–6(7–2), 7–6(7–3)      | 54.  |
| 7.          | Taylor Fritz    | 4.  | Miami, Spojené státy                  | tvrdý  | semifinále  | 7–6(7–4), 4–6, 7–6(7–4) | 54.  |
| 8.          | Novak Djoković  | 5.  | Miami, Spojené státy                  | tvrdý  | finále      | 7–6(7–4), 7–6(7–4)      | 54.  |